# Jack Ingram (pilota automobilistico)
Jack Ingram (Asheville, 28 dicembre 1936 – 25 giugno 2021) è stato un pilota automobilistico statunitense, due volte campione della NASCAR Xfinity Series nel 1982 e nel 1985.

## Carriera
Dal 1965 al 1981 ha corso nella NASCAR Sprint Cup Series, 19 gare. Dal 1982 al 1991, ha corso 275 gare nella NASCAR Xfinity Series ottenendo 31 vittorie su 5 pole position, laureandosi per ben due volte campione.

## Riconoscimenti
È stato introdotto nella International Motorsports Hall of Fame nel 2007 e nella NASCAR Hall of Fame nel 2014.